# Sauris abnormis
Sauris abnormis är en fjärilsart som beskrevs av Moore 1888. Sauris abnormis ingår i släktet Sauris och familjen mätare. Inga underarter finns listade.